# 北隨郡
北随郡，中国南北朝时设置的郡。
南朝梁改北随安左郡置北随郡，治所在顺义县（今湖北省随州市北八十里唐河镇）。太清三年（549年）北随郡被西魏占领。西魏改北随郡为南阳郡。下辖厉城县、顺义县。隋文帝开皇三年（583年）废南阳郡，厉城县、顺义县属顺州。